# رایچانگ
رایچانگ (به لاتین: Ruichang) یک county-level city در جمهوری خلق چین است که در جیاجیانگ واقع شده‌است.